# Robert Smeets
Robert Smeets (Sliedrecht, 10 novembre 1985) è un ex tennista australiano.

## Carriera
In carriera ha raggiunto una finale di doppio al Next Generation Adelaide International nel 2008, in coppia con il connazionale Chris Guccione. Nei tornei del Grande Slam ha ottenuto il suo miglior risultato raggiungendo il terzo turno nel doppio agli Australian Open nel 2006.

## Statistiche

### Doppio

#### Finali perse (1)
| Numero | Anno           | Torneo                                           | Superficie | Compagno       | Avversari in finale        | Punteggio        |
| 1.     | 6 gennaio 2008 | Next Generation Adelaide International, Adelaide | Cemento    | Chris Guccione | Martín García Marcelo Melo | 3-6, 6-3, [7-10] |